# St. Laurentius (Roßtal)

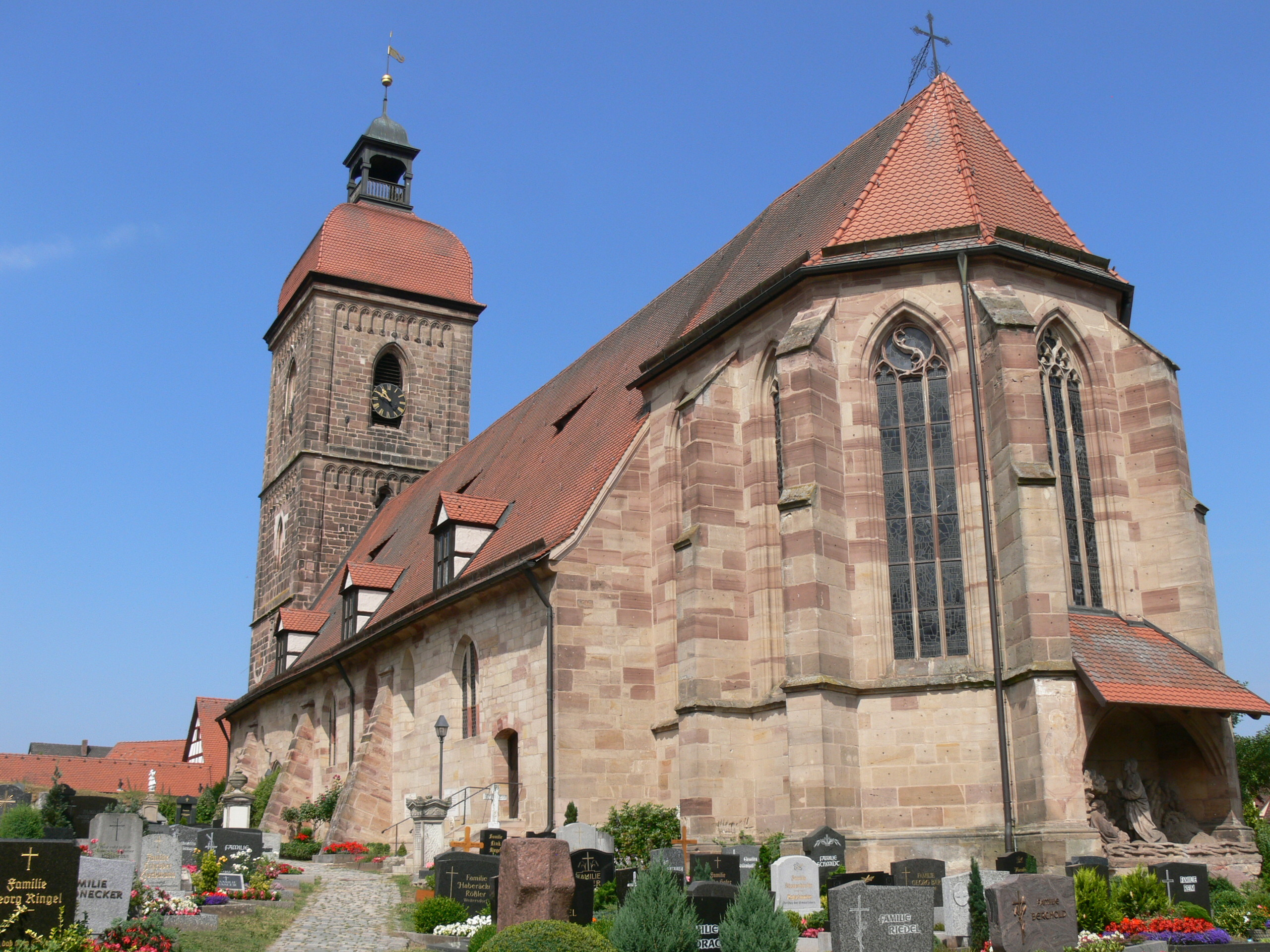
St. Laurentius (Roßtal)

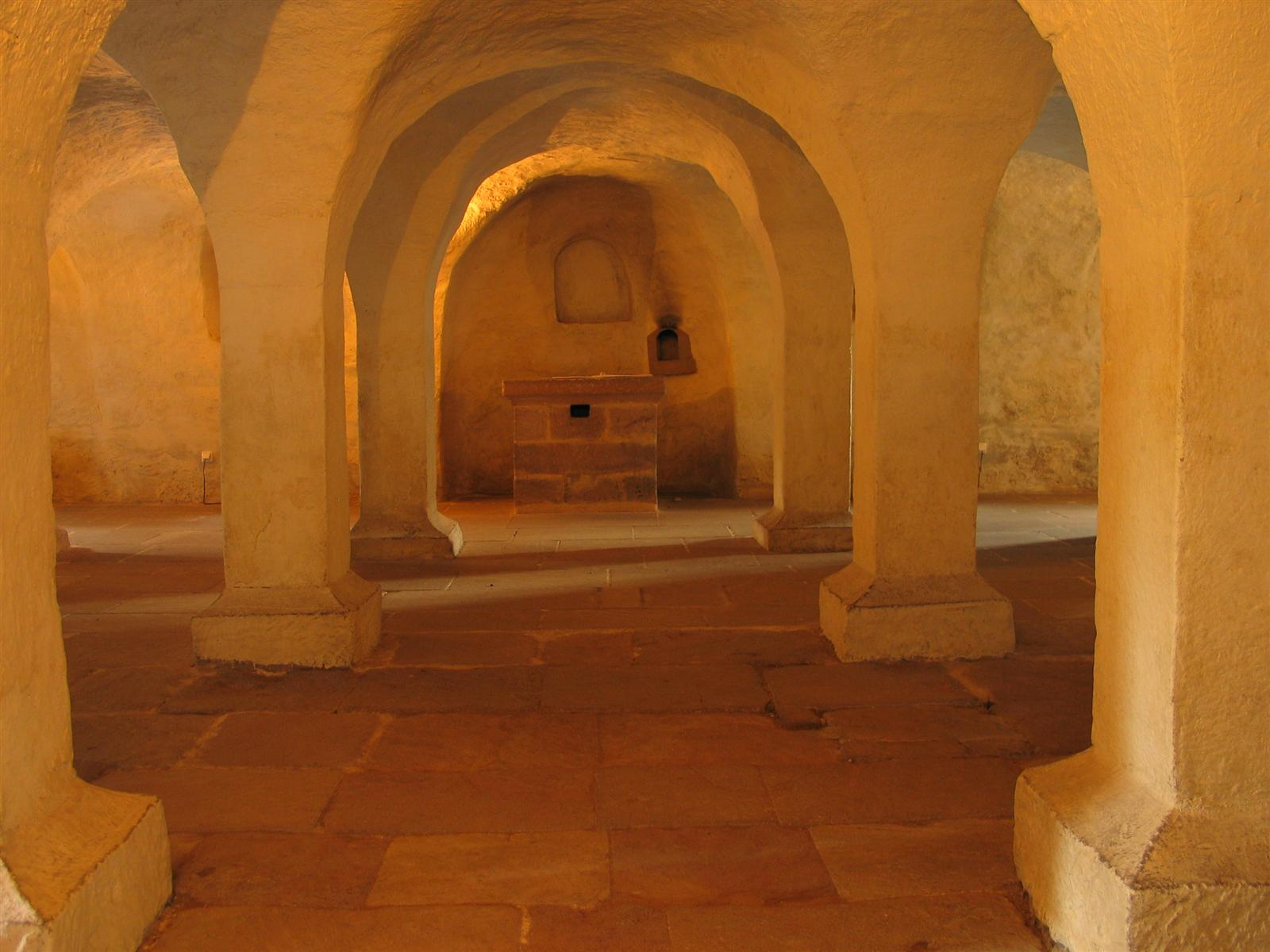
Krypta

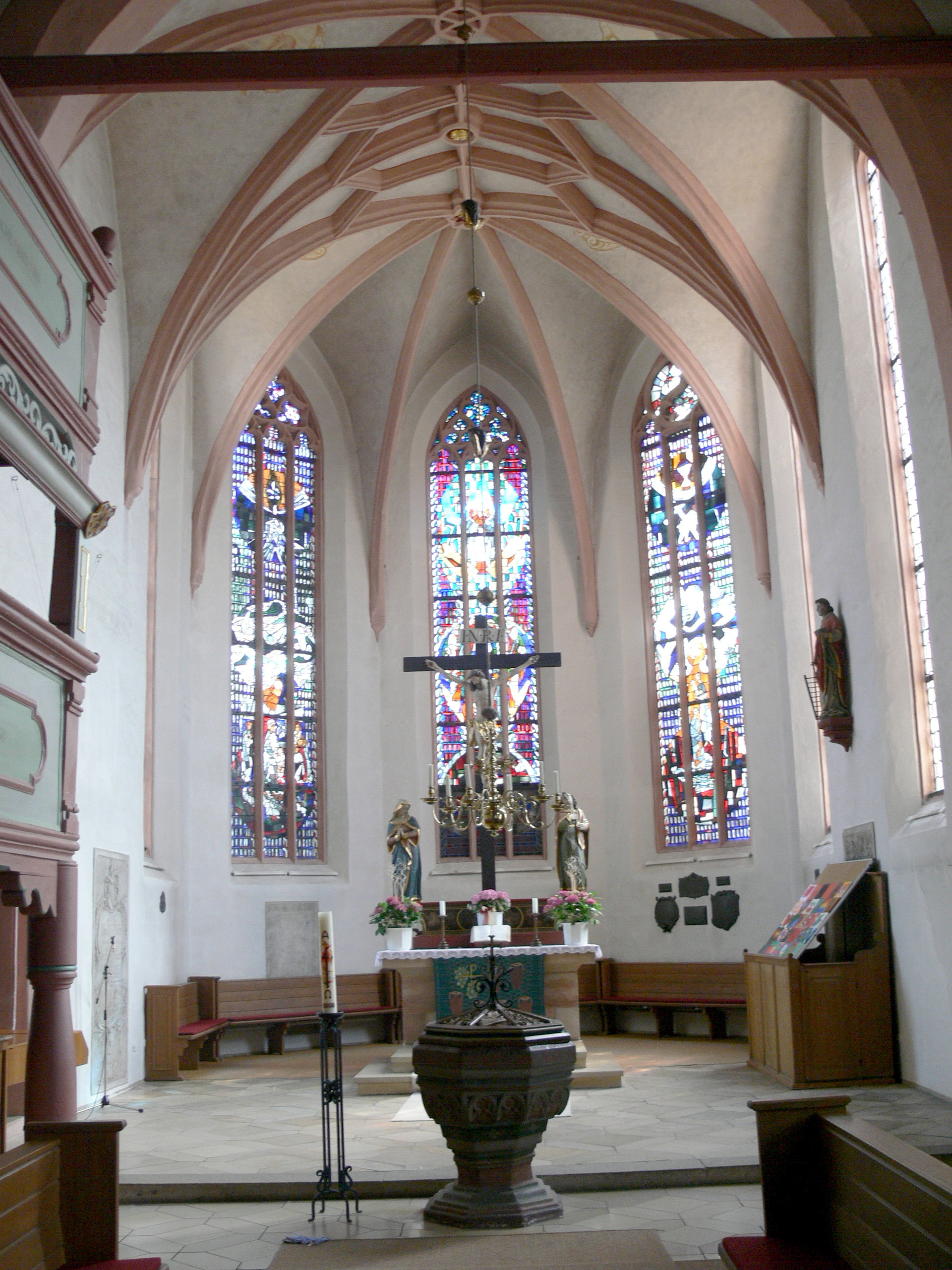
Chor

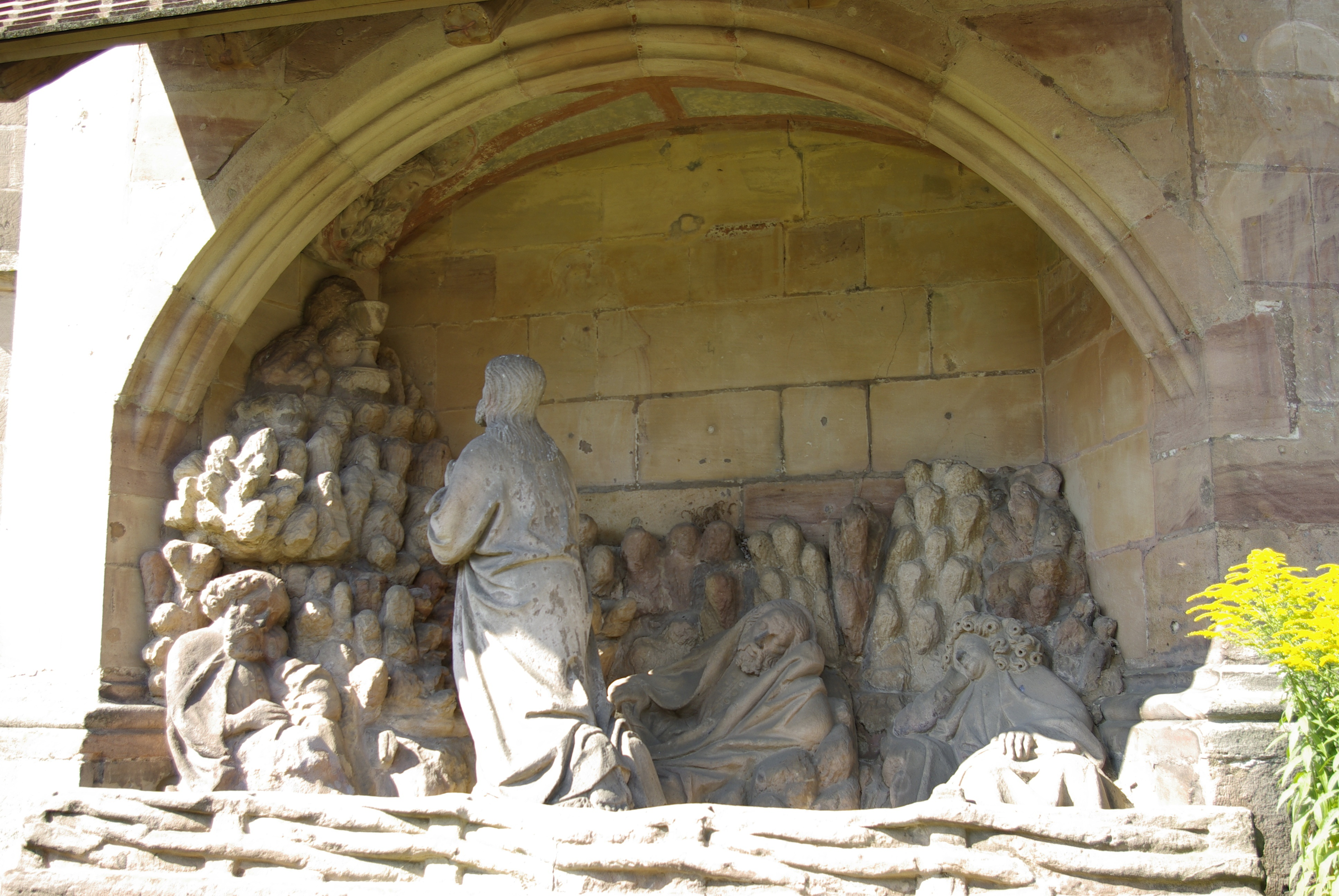
Ölberggruppe

Die evangelische Pfarrkirche St. Laurentius ist eine romanische, gotisch umgebaute Saalkirche in Roßtal im mittelfränkischen Landkreis Fürth. Sie gehört zur Kirchengemeinde St. Laurentius Roßtal im Evangelisch-Lutherischen Dekanat Fürth der Evangelisch-Lutherischen Kirche in Bayern.

## Geschichte und Architektur
Der Ort ist karolingischen Ursprungs und ging aus königlichem Besitz an das Bistum Bamberg. Von der frühromanischen Kirche der Jahre 1025–1042 ist noch die Hallenkrypta erhalten. Der durch Grabungen nachgewiesene Grundriss dieser Kirche war nach Westen noch wesentlich länger als das bestehende Bauwerk und ist im Typ vergleichbar mit dem Bruno-Plan des Würzburger Doms aus der Zeit um 1040. Das bestehende Langhaus stammt im Kern aus dem 12./13. Jahrhundert und wurde wiederholt umgebaut, besonders in der Zeit um 1500, wobei neue Fenster und Portale eingebrochen wurden. Nach einer Zerstörung im Städtekrieg wurde 1388 der Turm neu gebaut, um die Mitte des 15. Jahrhunderts der Chor neu erbaut und das Bauwerk 1627 mit einem hölzernen Tonnengewölbe und Emporen versehen. Das langgestreckte Satteldach des Schiffes steht in ansprechendem Kontrast zum hohen viergeschossigen Westturm mit barocker Haube. Am Turm sind Maßwerkfenster und Friese aus Spitzbogenblenden auf figürlichen Konsolen als Gliederung vorhanden. Der eingezogene Chor endet mit einem Fünfachtelschluss und ist mit einem Kreuzrippengewölbe mit Netzfiguren beiderseits der Scheitelrippe abgeschlossen. 
Der Eindruck des Innenraums wird bestimmt durch das langgestreckte einschiffige Langhaus, das durch das tief ansetzende Tonnengewölbe gedrückt wirkt. Die Krypta von 1025–1042 ist ein Raum von 4 × 5 Jochen und wird durch Tonnengewölbe mit Stichkappen auf quadratischen  Steinpfeilern abgeschlossen. Die mittlere der ehemals drei kleinen Apsiden ist mit einer Mensa aus Sandstein versehen.

## Ausstattung
Der Altar aus dem späten 17. Jahrhundert trägt eine Predella mit einer freiplastischen Kreuzigungsgruppe. Die Sandsteinkanzel stammt vermutlich von 1627 und hat einen Schalldeckel mit Rocailleschnitzwerk aus der Zeit nach der Mitte des 18. Jahrhunderts. Der Taufstein wurde gegen Ende des 15. Jahrhunderts geschaffen und ist mit einer Fassung vermutlich von 1630 versehen. Eine Holzfigur des heiligen Laurentius stammt ebenfalls vom Ende des 15. Jahrhunderts. Ein Gemälde in einem dreiteiligen, altarähnlichen Ädikula-Aufbau ist mit der Jahreszahl 1524 versehen. Das Reformationsgemälde zeigt eine interessante Darstellung mit der Austeilung des Abendmahls durch Luther und Melanchthon an die protestantischen Fürsten. Ein Epitaphgemälde wurde 1693 geschaffen. Unter den zahlreichen Epitaphien ist besonders das für Pfarrer Neff († 1512) hervorzuheben. Außen am Chorschluss ist ein Ölberggehäuse mit verblassten Wandmalereien angebaut; die rustikalen Figuren wurden in der Zeit um 1500 geschaffen.
Die Orgel ist ein Werk der Firma E. F. Walcker & Cie. aus dem Jahr 1973 mit 28 Registern auf zwei Manualen und Pedal.